# Narcís Martí i Filosia
Narcís Martí i Filosia (Palafrugell, 15 de setembre del 1945) és un exfutbolista català del FC Barcelona.

## Trajectòria esportiva
Es formà al FC Palafrugell, passant més tard al futbol base del Barça, al juvenil, l'amateur i al CD Comtal. Martí Filosia arribà al primer equip el 1966 i hi romangué fins al 1975. Jugà al costat d'homes com Johan Cruyff, Salvador Sadurní, Hugo Sotil, Carles Rexach i Asensi. Centrecampista ofensiu de depurada tècnica, la seva fredor sobre el camp suscità sempre la controvèrsia entre els seus admiradors i els seus detractors.
Debutà amb el Barça el 16 d'octubre de 1966 amb l'entrenador Roque Olsen en el derbi enfront del RCD Espanyol a l'estadi de Sarrià. El Barça guanyà per 0 a 2 i Filosia disputà els 90 minuts. El seu darrer partit fou quasi nou anys després, el 6 d'abril de 1975 a Vigo enfront del Celta de Vigo amb victòria per 0 a 1. La seva millor temporada fou la 1970-71 amb l'entrenador anglès Vic Buckingham on disputà 29 partits de lliga. En total disputà 214 partits oficials amb el club. Guanyà la lliga de la temporada 1973-74, tot i que no era titular habitual. Acabà la seva carrera a la UE Sant Andreu.
El seu sogre Lluís Bonal i Salavert també fou futbolista.

## Palmarès
- 1 Copa de Fires: 1971-1972.
- 1 Lliga: 1973-1974.
- 2 Copes: 1967-1968 i 1970-1971.
- Subcampió de la Recopa d'Europa: 1968-1969.